# 青春ブルース
『青春ブルース』（せいしゅんブルース）は、斉藤和義10枚目のスタジオ・アルバム。2004年4月21日発売。発売元はSPEEDSTAR RECORDS。規格品番：VICL-61336（DVD付初回盤はVIZL-113）。2008年9月17日にSHM-CDにて限定発売された。規格品番：VICL-63031。

## 概要
栃木県宇都宮方面限定で2004年8月7日に発売された浜崎貴司とのデュエット・ソング「オリオン通り」を含むオリジナルアルバム。尚、宇都宮市には“オリオン通り”という名称のアーケード商店街が実在する。
初回生産盤のみ、歌唱映像が収録された「青春ブルース 弾き語りDVD」付で発売。「青春」編と「ブルース」編に分かれている。スタジオ・アルバムでは、"初回限定盤" としてDVDが一緒にパッケージングされた初めての作品となった。
先行シングル「ぼくらのルール」（2004/03/24発売）とそのカップリング曲「はぐれ雲」が収録された。「古いラジカセ」は、次シングル「真夜中のプール」（2004/08/25発売）のカップリングに別ヴァージョン（クロマチックハーモニカ Ver.）が収められている。
カヴァー・ソング「悲しき街角」は、アメリカ・ミシガン州出身のデル・シャノンが「RUNAWAY」のタイトルで発売したデビュー・シングル。原曲でなく、漣健児の日本語詞で歌われている。当カヴァーは、のちに『漣健児トリビュート・アルバム Together and Forever』（2004/12/8発売、MTCH-1118）に収録された。
歌詞ブックレットは、全ページがモノクローム調になっている。
2008年9月17日に、特殊なCDプレーヤーでなくても高音質再生が可能とされるスーパー・ハイ・マテリアルCDで発売された。初回生産限定のデジパック仕様で、同日発売のCD-BOX『斉藤和義15周年アニバーサリーBOX』（VIZL-302）にも収められている。尚、DVDは未封入。

## 収録曲
| 全作詞・作曲: 斉藤和義（※特記以外）、全編曲: 斉藤和義（※特記以外）、ストリングスアレンジ: 村山達哉。 |                                                                               |                       |                       |      |
| # | タイトル                                                                      | 作詞                  | 作曲・編曲            | 時間 |
| 1.                                                                                                   | 「ぼくらのルール」                                                            | 斉藤和義（※特記以外） | 斉藤和義（※特記以外） | 3:49 |
| 2.                                                                                                   | 「古いラジカセ」                                                              | 斉藤和義（※特記以外） | 斉藤和義（※特記以外） | 4:26 |
| 3.                                                                                                   | 「アメリカ」                                                                  | 斉藤和義（※特記以外） | 斉藤和義（※特記以外） | 4:16 |
| 4.                                                                                                   | 「手をつなげば」                                                              | 斉藤和義（※特記以外） | 斉藤和義（※特記以外） | 4:19 |
| 5.                                                                                                   | 「オリオン通り」(※作詞・作曲・編曲: 斉藤和義・浜崎貴司)                       | 斉藤和義（※特記以外） | 斉藤和義（※特記以外） | 3:44 |
| 6.                                                                                                   | 「裸の王様」                                                                  | 斉藤和義（※特記以外） | 斉藤和義（※特記以外） | 3:58 |
| 7.                                                                                                   | 「裸の俺様」                                                                  | 斉藤和義（※特記以外） | 斉藤和義（※特記以外） | 3:46 |
| 8.                                                                                                   | 「愛のリソーナ」(※作詞・作曲: 隅倉弘至・森信之)                               | 斉藤和義（※特記以外） | 斉藤和義（※特記以外） | 3:37 |
| 9.                                                                                                   | 「悲しき街角」(※作詞・作曲: マックス・クロク & デル・シャノン / 訳詩: 漣健児) | 斉藤和義（※特記以外） | 斉藤和義（※特記以外） | 2:47 |
| 10.                                                                                                  | 「楽園」                                                                      | 斉藤和義（※特記以外） | 斉藤和義（※特記以外） | 4:36 |
| 11.                                                                                                  | 「はぐれ雲」                                                                  | 斉藤和義（※特記以外） | 斉藤和義（※特記以外） | 3:56 |
| 合計時間:                                                                                            | 合計時間:                                                                     | 43:14                 |                       |      |

| #  | タイトル           | 作詞 | 作曲・編曲 |
| -- | ------------------ | ---- | ---------- |
| 1. | 「古いラジカセ」   |      |            |
| 2. | 「アメリカ」       |      |            |
| 3. | 「手をつなげば」   |      |            |
| 4. | 「ぼくらのルール」 |      |            |
| 5. | 「はぐれ雲」       |      |            |

## 関連作品
- ぼくらのルール

弾き語り 十二月 in武道館 〜青春ブルース完結編〜 - ライヴ音源
歌うたい15 SINGLES BEST 1993～2007 - スタジオ音源
- 古いラジカセ

弾き語り 十二月 in武道館 〜青春ブルース完結編〜 - ライヴ音源
白盤 - スタジオ音源
Collection "B" 1993〜2007 - スタジオ音源（クロマチックハーモニカ Ver.）
- アメリカ

弾き語り 十二月 in武道館 〜青春ブルース完結編〜 - ライヴ音源
- オリオン通り

歌うたい15 SINGLES BEST 1993〜2007 - スタジオ音源
- 楽園

白盤 - スタジオ音源
- はぐれ雲

Collection "B" 1993〜2007 - スタジオ音源